# غلين باربر
غلين باربر (بالإنجليزية: Glenn Barber)‏ هو مغني وكاتب أغاني وموسيقي أمريكي، ولد في 2 فبراير 1935، وتوفي في 28 مارس 2008.

## وصلات خارجية
- غلين باربر على موقع ميوزك برينز (الإنجليزية)
- غلين باربر على موقع أول ميوزيك (الإنجليزية)
- غلين باربر على موقع ديسكوغز (الإنجليزية)